# Ardisia rhomboidea
Ardisia rhomboidea är en viveväxtart som beskrevs av Robert Wight. Ardisia rhomboidea ingår i släktet Ardisia och familjen viveväxter. Inga underarter finns listade i Catalogue of Life.